# Carolina Ruiz Castillo
Pour les articles homonymes, voir Ruiz et Castillo.
Carolina Ruiz Castillo, née le 14 octobre 1981 à Osorno (Chili), est une skieuse alpine espagnole.

## Biographie
Carolina Ruiz naît au Chili mais dès sa troisième semaine elle part vivre à la Sierra Nevada (Andalousie) où vivent ses parents. À l'âge de quatre ans son père lui apprend à skier.
Elle étudie à la Sierra Nevada jusqu'à l'âge de 11 ans. Elle part ensuite à l'école internationale S.E.K. à Saint-Nicolas-la-Chapelle en Savoie avec l'équipe espoir de la Fédération espagnole de sports d'hiver (RFEDI).
Au début de la saison 1997-1998, Carolina Ruiz fait partie de l'équipe nationale B et obtient la deuxième place dans les épreuves de slalom, slalom géant et combiné lors du championnat d'Espagne. Ses bons résultats lui permettent d'intégrer l'équipe nationale A à l'âge de seize ans.
Carolina Ruiz débute en Coupe du monde de ski alpin en octobre 1998 à Sölden. Un an après, elle obtient la 18e place dans un slalom géant. En février 2000, elle termine deuxième lors du slalom géant du Championnat du monde junior au Canada. Peu après, en mars 2000, elle prend la deuxième place du podium lors du slalom géant de Coupe du monde à Sestrières derrière Sonja Nef.
Lors du Championnat du monde junior de 2001, elle finit troisième en slalom géant et quatrième en super géant. En 2002, lors des Jeux olympiques de Salt Lake City, Carolina Ruiz obtient une quinzième place en super géant et une vingt-et-unième place en slalom. L'année suivante, elle est neuvième de l'épreuve de super géant aux Championnats du monde à St. Moritz. Elle participe aux Jeux olympiques d'hiver de 2002, 2006 et 2010.
Le 23 février 2013, Carolina Ruiz remporte sa première victoire en Coupe du monde lors de la descente de Méribel. Elle est la première Espagnole à remporter une descente de Coupe du monde.
Elle met un terme à sa carrière sportive en mars 2015.

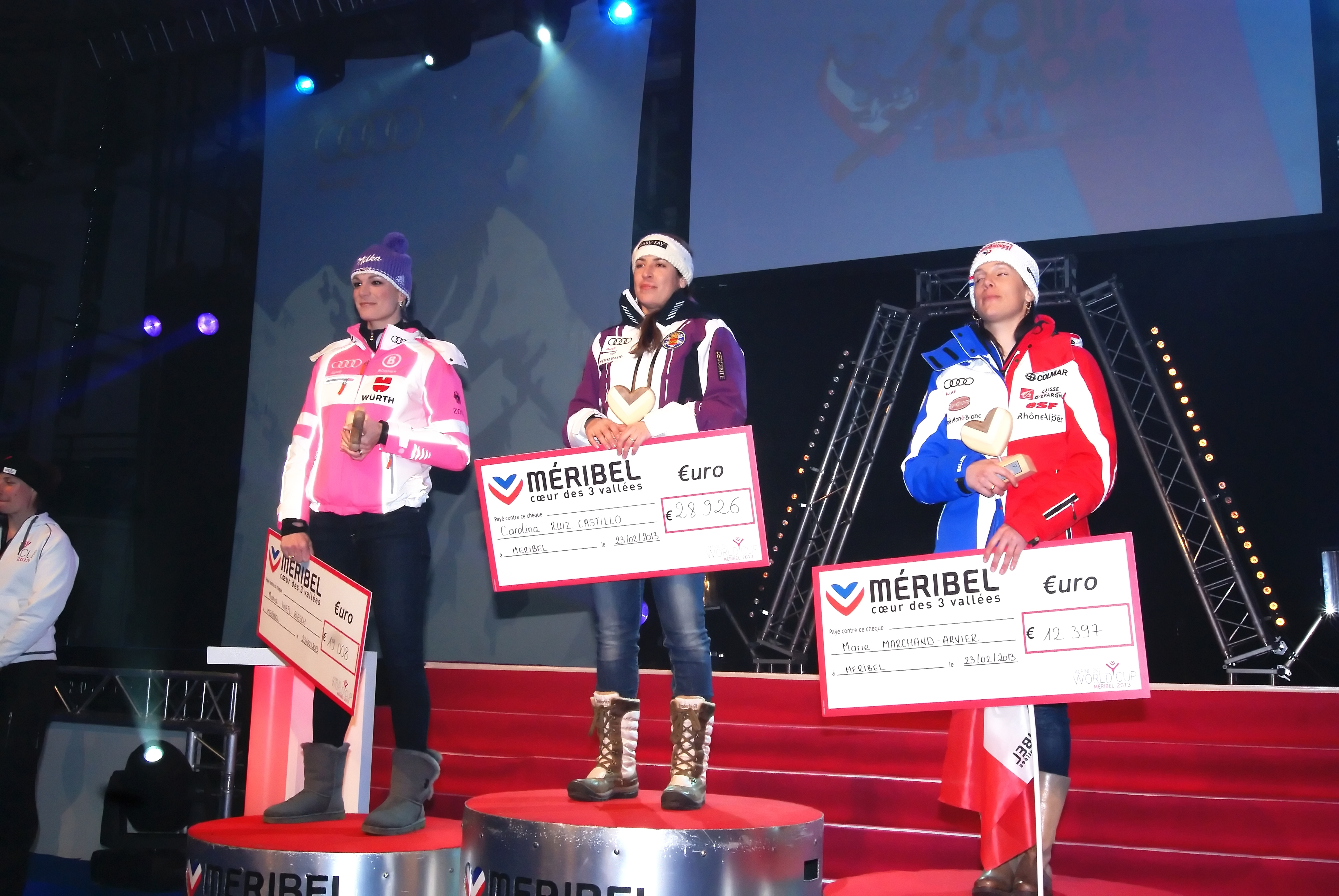
Carolina Ruiz Castillo sur la 1re marche du podium de la Coupe du monde de descente de Méribel en 2013.

## Palmarès

### Jeux olympiques d'hiver
| Épreuve / Édition | Salt Lake City 2002 | Turin 2006 | Vancouver 2010 | Sotchi 2014 |
| Descente          | -                   | 30e        | 15e            | Abandon     |
| Super G           | 15e                 | 30e        | 18e            | Abandon     |
| Slalom géant      | Abandon             | 20e        | 34e            | -           |
| Combiné           | -                   | 25e        | -              | -           |
| Slalom            | 26e                 | -          | -              | -           |

### Championnats du monde
| Épreuve / Édition | Sankt Anton 2001 | Saint-Moritz 2003 | Bormio 2005 | Åre 2007 | Val d'Isère 2009 | Garmisch-Partenkirchen 2011 | Schladming 2013 |
| Descente          | –                | 28e               | –           | 20e      | 19e              | 19e                         | 15e             |
| Super G           | 25e              | 9e                | 15e         | 25e      | 14e              | 26e                         | 20e             |
| Slalom géant      | 21e              | 16e               | 21e         | 37e      | -                | 33e                         | -               |
| Combiné           | –                | 16e               | -           | -        | -                | -                           | -               |

### Coupe du monde
- Meilleur classement général : 22e en 2013.
- 2 podiums dont 1 victoire.

#### Classements détaillés
| Année/Classement | Général | Général | Descente | Descente | Super G | Super G | Slalom géant | Slalom géant | Slalom | Slalom | Combiné | Combiné |
| Année/Classement | Class.  | Points  | Class.   | Points   | Class.  | Points  | Class.       | Points       | Class. | Points | Class.  | Points  |
| ---------------- | ------- | ------- | -------- | -------- | ------- | ------- | ------------ | ------------ | ------ | ------ | ------- | ------- |
| 1999 – 2000      | 71e     | 93      | -        | -        | -       | -       | 24e          | 93           | -      | -      | -       | -       |
| 2000 – 2001      | 74e     | 52      | -        | -        | 34e     | 27      | 39e          | 25           | -      | -      | -       | -       |
| 2001 – 2002      | 105e    | 10      | -        | -        | 36e     | 10      | -            | -            | -      | -      | -       | -       |
| 2002 – 2003      | 100e    | 10      | -        | -        | 47e     | 6       | 51e          | 4            | -      | -      | -       | -       |
| 2004 – 2005      | 82e     | 24      | -        | -        | 40e     | 24      | -            | -            | -      | -      | -       | -       |
| 2005 – 2006      | 100e    | 14      | -        | -        | 44e     | 14      | -            | -            | -      | -      | -       | -       |
| 2006 – 2007      | 58e     | 114     | 32e      | 58       | 28e     | 53      | 54e          | 3            | -      | -      | -       | -       |
| 2007 – 2008      | 35e     | 220     | 19e      | 123      | 20e     | 71      | 45e          | 8            | -      | -      | -       |         |
| 2008 – 2009      | 59e     | 102     | 28e      | 58       | 28e     | 42      | -            | -            | -      | -      | 48e     | 2       |
| 2009 – 2010      | 86e     | 48      | 38e      | 32       | 39e     | 16      | -            | -            | -      | -      |         |         |
| 2010 – 2011      | 55e     | 111     | 33e      | 37       | 22e     | 74      | -            | -            | -      | -      | -       | -       |
| 2011 – 2012      | 63e     | 97      | 32e      | 46       | 26e     | 51      | -            | -            | -      | -      | -       | -       |
| 2012 – 2013      | 22e     | 323     | 15e      | 169      | 11e     | 128     | 36e          | 26           | -      | -      | -       | -       |
| 2013 – 2014      | 48e     | 134     | 23e      | 107      | 35e     | 27      | -            | -            | -      | -      | -       | -       |
| 2014 – 2015      | 36e     | 193     | 17e      | 143      | 30e     | 50      | -            | -            | -      | -      | -       | -       |

#### Détail des victoires
| Saison / Épreuve | Descente | Super G | Slalom géant | Slalom | Super-combiné | Total |
| 2013             | Meribel  |         |              |        |               | 1     |
| Total            | 1        | 0       | 0            | 0      | 0             | 0     |

(État au 24 février 2013)

#### Podiums en Coupe du monde
| Saison | Date            | Lieu               | Discipline   | Place |
| ------ | --------------- | ------------------ | ------------ | ----- |
| 2000   | 11 mars 2000    | Sestrières, Italie | Slalom géant | 2e    |
| 2013   | 23 février 2013 | Méribel, France    | Descente     | 1re   |

### Championnats du monde junior
- Québec 2000 :
  -  Médaille d'argent au slalom géant.
- Verbier 2001 :
  -  Médaille de bronze au slalom géant.

### Coupe d'Europe
- 5 podiums dont 1 victoire en descente.

### Championnats d'Espagne
- 14 titres :
  - Slalom : 1999 et 2007.
  - Slalom géant : 2000, 2005, 2007, 2009-2012 et 2014.
  - Super G : 2003, 2007, 2009, 2011, 2012 et 2014